# Gymnospermium shqipetarum
Gymnospermium shqipetarum là một loài thực vật có hoa trong họ Hoàng mộc. Loài này được Papar. & Qosja mô tả khoa học đầu tiên năm 1976.